# Eberhard Itzenplitz
Eberhard Itzenplitz (* 8. November 1926 in Holzminden; † 21. Juli 2012 in München) war ein deutscher Film-, Theater- und Fernsehregisseur und Autor.

## Leben
Eberhard Itzenplitz stammt aus einer alten, ursprünglich brandenburgischen Familie Itzenplitz, die nach seiner Geburt im Krankenhaus am Hafendamm zu Holzminden nach Sachsen zog, wo er aufwuchs. Sein Vater Hans-Jürgen Itzenplitz war Oberstleutnant bei der Luftwaffe, seine Mutter Hildegard, geb. Langemeyer, stammte aus Holzminden. In Leipzig besuchte er das Königin-Carola-Gymnasium. Das Abitur absolvierte er in Berlin und wurde daraufhin eingezogen. Gegen Kriegsende geriet er nach Abschuss seines Flugzeugs und folgendem Absprung nahe Magdeburg in sowjetische Gefangenschaft. Nach seiner Rückkehr studierte er von 1948 bis 1952 Germanistik, Kunstgeschichte und Philosophie in München und Göttingen, wo er schon während des Studiums als Regieassistent beim Regisseur Heinz Hilpert arbeitete; zugleich lernte er im dortigen Filmatelier. 1953 promovierte er in Göttingen zum Dr. phil. mit einer Dissertation über die Bühnenbilder zur Goethe-Zeit.
Zwischen 1953 und 1960 wirkte er als Regieassistent bei mehreren Filmen, u. a. von Karl Ritter, Georg Tressler und William Dieterle, mit. 1961 bis 1964 war er Prokurist und Leiter der Abteilung Fernsehspiel des Bertelsmann-Konzerns und 1966 bis 1972 Gesellschafter der München-Film GmbH.
Seitdem inszenierte Itzenplitz viele Stücke an deutschen Theatern, übernahm daneben aber auch zahlreiche Film- und Fernsehproduktionen als Autor und Regisseur. Sein starkes Engagement für zeitkritische Themen brachte ihn dazu, seit 1963 verstärkt anspruchsvolle Fernsehfilme zu drehen. Ein großer Erfolg war die Verfilmung des Bühnenstücks und Romans Die neuen Leiden des jungen W. nach Ulrich Plenzdorf mit Klaus Hoffmann in der Hauptrolle.
Eberhard Itzenplitz lebte und arbeitete in München. 1954 heiratete er Gisela Karge, aus der Ehe stammte der Sohn Stephan Itzenplitz.
Sein schriftlicher Nachlass befindet sich im Archiv der Akademie der Künste in Berlin.

## Filmografie (Auswahl)
- 1937: Streit um den Knaben Jo (Schauspieler)
- 1954: Drei vom Varieté (Schauspieler)
- 1954: Rosen aus dem Süden (Schauspieler)
- 1956: Zwei Bayern in St. Pauli (Drehbuch)
- 1962: Die weiße Weste (TV)
- 1964: Sechs Personen suchen einen Autor (TV)
- 1965: Hotel der toten Gäste
- 1965: Exil (TV)
- 1966: Der Mann mit der Puppe (TV)
- 1967: Drei Jahre (TV)
- 1967: Der dritte Handschuh
- 1968: Prüfung eines Lehrers (TV)
- 1969: Die Dubrow-Krise (TV)
- 1969: Nur der Freiheit gehört unser Leben (TV)
- 1970: Der Pedell (TV)
- 1970: Bambule (TV)
- 1970: Federlesen (TV)
- 1972: Veränderungen in Milden (TV)
- 1972: Tod im Studio (TV)
- 1973: Sittengemälde (TV)
- 1973: Ein Leben (TV)
- 1974: Der Tod der Schneevögel (TV)
- 1976: Die neuen Leiden des jungen W. (TV)
- 1977: Der Weilburger Kadettenmord (TV)
- 1977: Tod des Camilo Torres oder Die Wirklichkeit hält viel aus (TV)
- 1978: Der Friede von Locarno (TV)
- 1979: Andreas Vöst (TV)
- 1979: Das tausendunderste Jahr (TV)
- 1981: Im Morgenwind (TV)
- 1981: Tatort: Katz und Mäuse (TV)
- 1983: Für ’n Groschen Brause (TV)
- 1984: Feuer für den großen Drachen (TV)
- 1985: Bereit zum Mord (TV)
- 1985: Die Mitläufer (gemeinsam mit Erwin Leiser)
- 1985: Bartolomé oder die Rückkehr der weißen Götter (TV)
- 1987: Wanderungen durch die Mark Brandenburg (TV-Fünfteiler)
- 1988: Der Alte (TV-Serie, zwei Folgen)
- 1989: Schwarzenberg (TV)
- 1989: Eine unheimliche Karriere
- 1990: Moffengriet – Liebe tut, was sie will
- 1994–1995: Air Albatros (TV; mehrere Episoden)
- 1996–1997: Derrick (TV-Serie, fünf Folgen)

## Auszeichnungen
- Januar 2006: Haarmann-Plakette der Stadt Holzminden
- 1970: Adolf-Grimme-Preis in Silber[3][5]